# Alexander Iljitsch Gutman

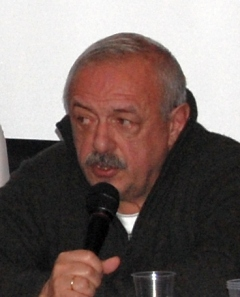
Alexander Gutman (2009)

Alexander Iljitsch Gutman (russisch Алекса́ндр Ильи́ч Гу́тман, * 29. Januar 1945; † 17. Februar 2016) war ein russischer Filmregisseur.
Gutman fing 1969 nach seinem Studium am Leningrader Polytechnischen Institut als Kamera-Assistent in Leningrad an. Er graduierte 1978 am Gerassimow-Institut für Kinematographie.
Aufmerksamkeit erregte Gutman unter anderem mit seinem Film Tri dnya i bolshe nikogda (Три дня и больше никогда / Three Days and Never Again) 1998 über das dreitägige Treffen einer Mutter mit ihrem lebenslang inhaftierten Sohn. Nach der Vorführung des Filmes vor dem Obersten Gerichtshof der Russischen Föderation wurde die Strafe des Protagonisten auf 15 Jahre Haft herabgesetzt.
Gutman hat als Kameramann bei über 100 kurzen und abendfüllenden Kinofilmen mitgewirkt und als Regisseur über 40 eigene Kurz- und Langfilme realisiert.